# Les Arènes d'Arles
Les Arènes d'Arles est un tableau de Vincent van Gogh composé en novembre ou décembre 1888 à Arles et conservé au musée de l'Ermitage de Saint-Pétersbourg.
Il représente les spectateurs d'une corrida dans les arènes d'Arles. Celle-ci se devine au fond du côté droit du tableau, mais les spectateurs sont occupés à leurs conversations. Van Gogh a figuré certains de ses amis parmi eux, comme le facteur Roulin (dont il fit une dizaine de portraits) et sa famille qu'il connaissait.
Van Gogh était sous l'influence du style de Gauguin lorsqu'il peignit cette œuvre. Il habitait avec lui à Arles dans la Maison jaune de la place Lamartine. Les taches de couleur sont donc plus simples avec des contours sombres et l'espace est plus plat.
Cette œuvre est entrée en 1931 au musée de l'Ermitage.